# Magdalena Rigo Lliteras
Magdalena Rigo Lliteras (Cala Bona, Son Servera, 1961 - Son Servera, 8 d'octubre de 2020) fou la primera dona bomber d'Europa quan s'incorporà al cos de bombers de Palma el febrer de 1981.

## Biografia
Magdalena Rigo va esdevenir la primera dona bomber d'Europa després de superar les proves d'accés amb altres gairebé tres-cents aspirants el mes de desembre de 1980. La seva incorporació va ser el febrer de 1981 i va estar en actiu durant 25 anys. Durant molts d'anys no hi hagué altra dona bomber a les Balears fins l'arribada de Guadalupe Gelabert (1998) i Ruth Planells (2006).
L'any 2003 sofrí un greu accident estant de servei que l'obligà a prejubilar-se. Així i tot, seguí vinculada al cos amb projectes per Bombers sense Fronteres. A més, va ser una activa defensora de la Plataforma “Volem el tren de Llevant en marxa”.
Va morir a l'edat de 59 anys després de patir un vessament cerebral.
Per retre-li homenatge, el parc de bombers de Son Malferit duu el seu nom, igual que el passeig de Cala Bona on s'hi col·locà l'escultura Sa dona de Cala Bona de l'artista serverí Rogelio.
L'any 2020 fou distingida a títol pòstum amb la Medalla d'Honor i Gratitud de l'Illa de Mallorca.